# Jurich Carolina
Jurich Carolina (Willemstad, 15 luglio 1998) è un calciatore olandese di origine di Curaçao, difensore del Borac Banja Luka e della Nazionale di calcio di Curaçao.

## Carriera

### Club
Cresciuto nei settori giovanili di Fortuna Sittard e AZ Alkmaar, il 15 giugno 2015 firma un triennale con il PSV, che lo inserisce subito nella squadra riserve. Il 29 giugno 2018, rimasto svincolato, si lega con il NAC Breda fino al 2021.

### Nazionale
Ha giocato nelle nazionali giovanili olandesi Under-17, Under-18, Under-19 ed Under-20.
Il 24 marzo 2018 ha esordito con la nazionale di Curaçao, nell'amichevole pareggiata per 1-1 contro la Bolivia.

## Statistiche

### Presenze e reti nei club
Statistiche aggiornate al 31 agosto 2018.
| Stagione        | Squadra         | Campionato      | Campionato | Campionato | Coppe nazionali | Coppe nazionali | Coppe nazionali | Coppe continentali | Coppe continentali | Coppe continentali | Altre coppe | Altre coppe | Altre coppe | Totale | Totale |
| Stagione        | Squadra         | Comp            | Pres       | Reti       | Comp            | Pres            | Reti            | Comp               | Pres               | Reti               | Comp        | Pres        | Reti        | Pres   | Reti   |
| --------------- | --------------- | --------------- | ---------- | ---------- | --------------- | --------------- | --------------- | ------------------ | ------------------ | ------------------ | ----------- | ----------- | ----------- | ------ | ------ |
| 2015-2016       | Jong PSV        | ED              | 9          | 0          | -               | -               | -               | -                  | -                  | -                  | -           | -           | -           | 9      | 0      |
| 2016-2017       | Jong PSV        | ED              | 18         | 0          | -               | -               | -               | -                  | -                  | -                  | -           | -           | -           | 18     | 0      |
| 2017-2018       | Jong PSV        | ED              | 31         | 0          | -               | -               | -               | -                  | -                  | -                  | -           | -           | -           | 31     | 0      |
| Totale Jong PSV | Totale Jong PSV | Totale Jong PSV | 58         | 0          |                 | -               | -               |                    | -                  | -                  |             | -           | -           | 58     | 0      |
| 2018-2019       | NAC Breda       | E               | 0          | 0          | CO              | 0               | 0               | -                  | -                  | -                  | -           | -           | -           | 0      | 0      |
| Totale carriera | Totale carriera | Totale carriera | 58         | 0          |                 | 0               | 0               |                    | -                  | -                  |             | -           | -           | 58     | 0      |